# Psammotettix jachontovi
Psammotettix jachontovi är en insektsart som beskrevs av Dubovsky 1966. Psammotettix jachontovi ingår i släktet Psammotettix och familjen dvärgstritar. Inga underarter finns listade i Catalogue of Life.